# Hexaglandula inermis
Hexaglandula inermis är en hakmaskart som först beskrevs av Lauro Travassos 1923.  Hexaglandula inermis ingår i släktet Hexaglandula och familjen Polymorphidae. Inga underarter finns listade i Catalogue of Life.